# 신십대건설
신십대건설(중국어 정체자: 新十大建設, 병음: Xīn Shí Dàjiànshè)은 2003년 11월 당시 중화민국 행정원장이었던 유시쿤이 중화민국에서 제안한 주요 사회기반시설 프로젝트이다.

## 프로젝트 목록
- 최고 수준의 대학 및 연구 센터
  - 목표: 5년 내에 아시아에서 15개 이상의 주요 대학원을 1위로 만들고, 10년 내에 최소 1개 대학을 세계 100대 대학에 포함시키는 것.
- 국제 예술 및 대중 음악 센터
  - 북부 중화민국: 타이베이 신극장(타이베이 공연 예술 센터로 건설됨)
  - 중부 중화민국: 타이중 도시 오페라 하우스(국립 타이중 오페라 극장으로 건설됨)
  - 남부 중화민국: 가오슝 국가 예술 문화 센터(웨이우잉국가예술문화중심으로 건설됨)
- M-타이완 계획
  - 목표: 세계적 수준의 인터넷 서비스 환경을 구축하고, 세 번째 조 달러 규모의 통신 산업 발전을 이루는 것.
- 타이완 전시회
  - 목표: 타이완의 창의성과 활력을 전시하고, 기술, 관광, 문화의 발전을 촉진하는 것.
- TRA MRT화: THSR의 통과 차량을 유치하고, 역, 열차 서비스, 고가 및 지하 통로 추가를 통해 TRA를 메트로 지역 및 지역 MRT로 전환하여 TRA를 변화 및 갱신하고, 노선 주변의 도시 재생을 유도한다.
- 고속도로 건설
  - 목표: 이란, 화롄현, 타이둥현, 난터우현과 같은 관광 명소를 개발하고; 일상 생활권을 촉진하며; 고속도로 네트워크를 확장하는 것.
- 가오슝항 국제 컨테이너 항만 센터
  - 목표: 15,000 TEU 컨테이너 선박을 위한 새로운 국제 컨테이너 항구를 건설하고; 가오슝 항구의 운송 능력을 향상시키는 것.
- 북부, 중부, 남부 도시철도 시스템
  - 목표: 총 182km의 도시철도 노선을 계획하고 건설하며; 북부, 중부, 남부 중화민국의 대도시 지역에서 급행 교통 시스템을 개선하는 것.
- 하수관
  - 목표: 생활 환경을 개선하고; 물을 정화하며; 아름다운 강과 바다를 되찾는 것.
- 해수를 식수로 전환하고; 산에 있는 다른 댐을 폐쇄하는 것. 기아 문제를 해결하고, 더 많은 수돗물을 만들며, 관광 및 환경 친화적인 호수를 조성하는 것.

## 같이 보기
- 십대건설
- 대만의 역사